# TT217
La tombe thébaine TT 217 est située à Deir el-Médineh, dans la nécropole thébaine, sur la rive ouest du Nil, face à Louxor en Égypte.
C'est la sépulture d'Ipouy, sculpteur, qui vivait sous le règne de Ramsès II (XIXe dynastie).